# Ghassate
Ghassate (franska: Ghassate (CR), Ghassate (Commune Rurale), arabiska: سوق الخميس دادس) är en kommun i Marocko.   Den ligger i provinsen Ouarzazate och regionen Drâa-Tafilalet, i den centrala delen av landet, 300 km söder om huvudstaden Rabat. Antalet invånare är 8 815.